# 6. alpinska divizija »Alpi Graie«
6. alpinska divizija »Alpi Graie« (izvirno italijansko 6a Divisione Alpina  »Alpi Graie«) je bila alpinska divizija Kraljeve italijanske kopenske vojske

## Organizacija
- Štab
- 3. alpinska skupina
- 4. alpinska skupina
- 6. alpinski artilerijski polk